# Мантерис, Матеуш Томашевич
Матеуш Томашевич Мантерис (14 сентября 1872, д. Пойловичи Меховского уезда, Келецкой губернии  — 26 марта 1946, д. Пойловичи) — крестьянин, польский политик, депутат Государственной думы I созыва от  Келецкой губернии.

## Биография
Польский крестьянин из деревни Пойловичи около Мехова. Окончил элементарную школу. Земледелец, имел собственное хозяйство. В 1893 был призван на военную службу. Полк, в котором служил Мантерис, был расквартирован в Санкт-Петербурге. Там он окончил курс фельдшерской школы. За  участие в нелегальной организации польских солдат и за то, что писал стихи, посвященные родине, был заключён на 9 месяцев в военную тюрьму.
После освобождения отчислен из армии, вернувшись домой, посвятил себя общественной деятельности. Мантерис был одним из организаторов Сельскохозяйственной выставки в Мехове. Основал крестьянский просветительный кружок «Зарание» («Заря»). Как член движения "Зараниевцев" продвигал национальные идеи среди сельского населения, добивался освобождения крестьянства от влияния поместного дворянства и духовенства. Он был членом Ассоциации фермеров имени Станислава Сташица (Towarzystwa Kółek Rolniczych im. Stanisława Staszica). В 1912 году  за его антицерковные взгляды вместе с тремя другими "Зараниевцами" был отлучен от церкви. Публиковал статьи в различных периодических изданиях "Siewba", "Zaranie", "Naród", "Zorza" и "Gazeta Świąteczna".
В 1904—1905 годах участвовал в русско-японской войне. С началом революции 1905—1907 годов активно участвовал в политических процессах в Царстве Польском. 17 декабря 1905 принимал участие в работе Крестьянского съезда в Варшаве. Этот съезд выдвинул требования созыва Польского Сейма и широкой автономии Царства Польского. Стал членом Национально-демократической партии. Активно сотрудничал с Национальным обществом «Освята» («Просвещение»).
20 апреля 1906 избран в Государственную думу I созыва от общего состава выборщиков Келецкого губернского избирательного собрания. Был членом Польского коло. Состоял в Аграрной комиссии. Подписал заявление 27 членов Государственной думы, поляков, об отношении Царства Польского к Российской империи по прежнему законодательству и Основным государственным законам от 23 апреля 1906. Участвовал в прениях по поводу Белостокского погрома. В ходе обсуждения аграрного вопроса высказался против насильственного изъятия крупной земельной собственности.
Избирался в Государственную думу II созыва, но избран не был. Осуждал позицию Национально-демократической партии в вопросе об отзыве крестьянских депутатов из Думы из-за их неподготовленности к парламентской работе. Покинул ряды Национально-демократической партии и перешёл на позиции еженедельника «Зарание» («Заря»).
В период Первой мировой войны 1914—1918 был членом Польской крестьянской партии «Вызволене» («Освобождение»), но в 1918 вышел и из неё.
После провозглашения независимости Польши продолжал заниматься политической деятельностью. В 1922—1927 годах был депутатом Сейма.